# Endangered Species (Lynyrd Skynyrd)
Endangered Species è l'ottavo album in studio del gruppo musicale southern rock statunitense Lynyrd Skynyrd, pubblicato nel 1994.

## Tracce
1. Down South Jukin' – 2:38
2. Heartbreak Hotel – 4:01
3. Devil in the Bottle – 3:35
4. Things Goin' On – 3:00
5. Saturday Night Special – 3:53
6. Sweet Home Alabama – 4:01
7. I Ain't the One – 3:27
8. Am I Losin' – 4:06
9. All I Have Is a Song – 3:21
10. Poison Whiskey – 2:47
11. Good Luck, Bad Luck – 3:23
12. The Last Rebel – 5:42
13. Hillbilly Blues – 3:42

## Formazione
- Johnny Van Zant - voce
- Gary Rossington - chitarra
- Mike Estes - chitarre
- Leon Wilkeson - basso
- Billy Powell - piano
- Owen Hale - batteria, percussioni
- Ed King - chitarra, mandolino
- Dale Krantz-Rossington - cori, voce
- Debbie Davis - cori